# Les Cent jours d'art contemporain de Montréal
Les Cent jours d’art contemporain de Montréal ont constitué, de 1985 à 1996, un outil de diffusion et de compréhension des enjeux actuels de l’art contemporain au Québec et au Canada. Il s’agissait d’une production du Centre international d’art contemporain de Montréal (CIAC).

## Description
Cette manifestation annuelle a permis la promotion d’artistes aujourd’hui reconnus, comme Jean-Pierre Bertrand, Jocelyne Alloucherie, Geneviève Cadieux, Melvin Charney, Luc Courchesne, Betty Goodwin ou encore Annette Messager.
Durant ses onze éditions, les Cent jours se sont distingués par :
- La promotion d’artistes aussi bien de la scène québécoise et canadienne qu’étrangère
- L’appropriation des espaces publics afin d’en faire des lieux de créativité[1].
- L’élargissement du champ des arts visuels en y incluant le design, l’architecture et le multimédia électronique.
- Un travail constant d’animation et de médiation culturelle auprès d’un large public.

Sur le plan muséologique, l’évènement a été l’occasion d’expérimenter des modes d’expression novateurs. En effet, à travers l’utilisation de lieux inusités pour la mise en valeur de l’art contemporain, les Cent jours auront permis de transformer des espaces publics en lieux d’expression artistique.
Sur le plan de la médiation culturelle, ce décloisonnement artistique et spatial aura eu pour but de démocratiser l’accès au monde de l’art contemporain.
La onzième et dernière édition des Cent jours (1996) a vu naître deux activités qui se sont développées au sein de la Biennale de Montréal (BNL MTL) à compter de 1998. Il s'agit du concours Jeunes critiques en arts visuels, invitant les étudiants des niveaux secondaire et collégial de Montréal à écrire des textes critiques sur des œuvres présentées. Les textes primés furent ensuite publiés dans le quotidien montréalais Le Devoir. 
L'autre activité, le Magazine électronique du CIAC, fut le premier support en ligne bilingue au Canada voué à la promotion des arts électroniques.
Historique des Cent Jours d’art contemporain de Montréal
1985
1re édition des Cent jours d'art contemporain de Montréal, 
15 juin - 15 septembre, 
Aurora Borealis,

Commissaires : René Blouin, Claude Gosselin, Normand Thériault.

1986
2e édition des Cent jours d'art contemporain de Montréal, 
1er août - 2 novembre,  
Lumières : Perception – Projection', 

Commissaire : Claude Gosselin. 

1987
3e édition des Cent jours d'art contemporain de Montréal, 
1er août - 2 novembre, 
- Stations,
- Commissaires : Roger Bellemare, Claude Gosselin.

1989
4e édition des Cent jours d'art contemporain de Montréal,  
1er septembre - 3 décembre, 

Commissaire : Claude Gosselin.

1990
5e édition des Cent jours d’art contemporain,  
1er septembre - 28 octobre, 
Savoir-vivre, Savoir-faire, Savoir-être,

Commissaires : Sylvie Douce de La Salle, Claude Gosselin, Alain Parent, Maïthé Vallès-Bled.

1991
6e édition des Cent jours d'art contemporain de Montréal, 
15 août - 3 novembre, 
J E S, 

Commissaires : Jody Berland, Claude Gosselin, Jamelie Hassan, Alain Pacquement, Sylvie Parent, Jean-Claude Rochefort et David Tomas.

1992
7e édition des Cent jours d'art contemporain de Montréal,  
12 septembre - 31 octobre, 	
Vues d'ensemble, 

Commissaires : Louise Dompierre, Claude Gosselin, Sylvie Parent, Thérèse Saint-Gelais, Gaston Saint-Pierre, Colette Tougas.

1993
8e édition des Cent jours d'art contemporain de Montréal,  	
1er août – 1er novembre,

Commissaires : Wayne Baerwaldt, Danielle Fraser, Nicole Gingras, Claude Gosselin,  Patrick Roegiers, Laurence Sylvestre, Margarita Tupitsyn.

1994
9e édition des Cent jours d'art contemporain de Montréal, 
1er septembre - 27 novembre, 

Commissaires : Claude Gosselin, Jean Gagnon, Claire Gravel, Sylvie Parent, Sylvie Raymond.

1995
10e édition des Cent jours d'art contemporain de Montréal,  
10 août  - 26 novembre, 

Commissaires : Claude Gosselin, Joyce Yahouda.

1996
11e édition des Cent jours d'art contemporain de Montréal,  
1er septembre - 24 novembre,

Commissaires : Louise Déry, Claude Gosselin, Annette Hurtig.

## Sources
- Centre International d'Art Contemporain de Montréal (CIAC)
- « Biennale de Montréal »(Archive.org • Wikiwix • Archive.is • Google • Que faire ?)